# Conrad Greber
Conrad Greber (* 9. Dezember 1601 in Alsfeld; † 28. Dezember 1667 in Darmstadt) war ein deutscher evangelischer Theologe.

## Leben
Greber war als Sohn von Heinrich Greber und Katharina, geb. Mieding bürgerlicher Abkunft. Er absolvierte bis 1617 das Gymnasium in Gießen und studierte anschließend an der Universität dieser Stadt bis 1621 Philologie und evangelische Theologie. 1621 erlangte er in seinem 20. Lebensjahr die Magisterwürde. Er wurde daraufhin Lehrer im Gymnasium von Alsfeld. Da ihm aber seine Kenntnisse ungenügend erschienen, legte er diese Stelle bald nieder und begab er sich erneut nach Gießen, um dort weiterzustudieren. Er hörte nun Vorlesungen der lutherischen Theologen Balthasar Mentzer, Justus Feuerborn und Johannes Steuber. Er hielt auch öffentliche Vorlesungen über Logik, bis er 1624 vom Landgrafen Ludwig V. von Hessen-Darmstadt zum Unterdiakon und Major der Stipendiaten nach Marburg berufen wurde. Am 11. Oktober 1624 schloss er die Ehe mit Marie Catharine Kempf, einer Tochter des Schultheißen von Seelheim, Andreas Kempf. Mit seiner Gattin hatte er sieben Söhne und sieben Töchter, von denen ihn ein Sohn und vier Töchter überlebten. Nachdem er sich durch eine philosophische Abhandlung (De propositionibus modalibus et doctrina syllogistica, Marburg 1626) empfohlen hatte, wurde er 1627 zum Professor der Logik an der (damals lutherischen) Universität Marburg ernannt.
Einem Ruf nach Mainz als evangelischer Pfarrer durch die damals in dieser Stadt herrschenden Schweden folgte Greber ebenso wenig wie der 1632 erfolgten Einladung, als Oberpfarrer in die ebenfalls in schwedischen Händen befindliche Stadt Aschaffenburg zu kommen. Landgraf Georg II. beförderte ihn deshalb 1632 zum ersten Stadtprediger in Darmstadt. Greber ging aber, nachdem er 1633 die vorgeschriebene Abhandlung (De nonnullis fidei articulis, Marburg 1633) verteidigt und sich die theologische Doktorwürde verschafft hatte, als Superintendent und Prediger nach Sankt Goar. 1635 kehrte er in gleicher Eigenschaft nach Darmstadt zurück. Dort starb er am 28. Dezember 1667 im Alter von 66 Jahren, nachdem er etwa sechs Jahre zuvor während des Lesens der Bibel vom Schlag getroffen und dadurch dienstuntauglich geworden war.
Greber verfasste folgende Leichenpredigten:
- Christliche Leichpredigt auf den Tod der Landgräfin Anne Marie von Hessen, gehalten zu Darmstadt den 6. Mai 1637. In: Christliches Ehrengedächtnis. Marburg 1638.
- Christliche Leichpredigt auf den Tod des Landgrafen Friedrich von Hessen-Homburg, gehalten zu Darmstadt den 6. Juni 1638. In: Fürstliches Ehrengedächtnis. Marburg 1638.